# Eric Dill
Pour les articles homonymes, voir Dill.
 (août 2013).
Si vous disposez d'ouvrages ou d'articles de référence ou si vous connaissez des sites web de qualité traitant du thème abordé ici, merci de compléter l'article en donnant les références utiles à sa vérifiabilité et en les liant à la section « Notes et références ».
Eric Dill est un chanteur américain né le 10 février 1981. 
Il est connu pour avoir joué dans The Click Five.
Il quitte le groupe en 2006 après avoir tourné le film Taking Five.
Il poursuit sa carrière en solo en tant qu'acteur et chanteur.